# كلية الدوحة
كلية الدوحة هي مدرسة تقع في الدوحة، قطر. تأسست كلية الدوحة في عقد 1980. لديها هيئة طلابية تضم أكثر من 1900 شخص من 75 جنسية.
المدرسة انتقائية أكاديميا سواء للقبول أو للتقدم بين المراحل الرئيسية. تتلقى المدرسة الرعاية من قبل السفارة البريطانية وهي منظمة غير ربحية. لديها واحدة من أكبر نسبة اختبار النتيجة.

## التاريخ
افتتحت المدرسة في عام 1980 لتلبية الطلب على المناهج البريطانية في البلاد وهي واحدة من أقدم مدارس تدريس المناهج البريطانية في المنطقة.

## المنهج الدراسي
تتبع المدرسة منهجا بريطانيا. يدرس الطلاب من مرحلة ما قبل المدرسة وحتى الصف التاسع المنهاج الوطني لإنجلترا وويلز وأيرلندا الشمالية.
في السنوات 10-11 يشارك الطلاب في شهادة الثانوية العامة. في السنوات 12-13 يدرس الطلاب المستوى المتقدم من التعليم لاستكمال تعليمهم المدرسي قبل التقدم إلى مزيد من التعليم من خلال الجامعات في جميع أنحاء العالم.

## القبول
للحصول على القبول لطلاب المدارس يجب أن تدفع 200 ريال قطري بغض النظر عن ما إذا كان أو لم يتم الحصول على القبول. تدفع 10،000 ريال قطري (2،740 دولار أمريكي) كرسوم سنوية أولية ثم 5000 ريال قطري (1،369.86 دولار أمريكي). هيكل الرسوم للمدرسة هو كما يلي:
| تفاصيل الرسوم                      | الروضة                                  | حتى الصف 6                               | من الصف 7 إلى 11                         | من الصف 12 إلى 13                        |
| ---------------------------------- | --------------------------------------- | ---------------------------------------- | ---------------------------------------- | ---------------------------------------- |
| لكل فصل دراسي                      | 10407 ريال قطري                         | 11966 ريال قطري                          | 20381 ريال قطري                          | 22397 ريال قطري                          |
| المجموع في السنة (3 فصول + الضمان) | 36221 ريال قطري (9,923.56 دولار أمريكي) | 40898 ريال قطري (11,204.93 دولار أمريكي) | 66143 ريال قطري (18,121.37 دولار أمريكي) | 72191 ريال قطري (19,778.25 دولار أمريكي) |

## الحرم المدرسي
يتعلم الطلبة في الحرم المدرسي القديم في الوعب والحرم المدرسي الجديد في الخليج الغربي المهدى من قبل المجلس الأعلى للتعليم في قطر.
حرم الخليج الغربي مخصص للمرحلة الإبتدائية فقط (ما قبل المدرسة إلى الصف 6) وافتتح في سبتمبر 2013 ويسع لدراسة 670 طالب. يقع حرم الخليج الغربي في شارع الفاروق خلف محطة البنزين الجامعية. أعلنت المدرسة عن خطط لحرمها الجديد الذي من المقرر افتتاحه في شهر سبتمبر 2018.
يمكن للطلاب والموظفين استخدام نادي الركبي القريب.

## المنافسات
تستضيف المدارس مسابقات مع مدارس أخرى في البلد وفي المنطقة. شارك الطلاب في المسابقات الدولية مثل ألعاب المبتدئين البريطانية.
على مدى السنوات الست الماضية فإن المدرسة تنظم سباقات الجري 5 كيلومتر و10 كيلومتر.

## الرحلات والبعثات
تشمل الرحلات:
- بعثة دوق ادنبره دولية إلى الصحراء القطرية والنيبال وويلز وغيرها من الأماكن.
- رحلات العلوم إلى الولايات المتحدة وبالي.
- رحلات إلى هولندا.
- رحلات الدراما إلى المملكة المتحدة.
- رحلات الجغرافيا إلى مراكز التسوق في قطر والصحراء والمملكة المتحدة.
- رحلات الفن والتصوير الفوتوغرافي إلى نيويورك وواشنطن العاصمة.
- رحلات إلى نيويورك واليابان وأماكن أخرى.

## وصلات خارجية
- موقع كلية الدوحة